# Ларс Крістіан Ліллехольт
Ларс Крістіан Ліллехольт (дан. Lars Christian Lilleholt) — данський політик і журналіст, член партії «Венстре», міністр енергетики, обладнання та клімату з 2015 року.

## Біографічні відомості
Він працював тимчасовим депутатом з 14 січня по 31 січня 1997 року та від 18 січня по 10 лютого 2000 року. Він був обраний до парламенту 20 листопада 2001 року і був переобраний в 2005 році.
Ліллехольт — представник Венстре з питань енергетики та відносин з Гренландією. Він є членом Оденської міської ради з 1994 року.
Ліллехольт — журналіст за професією. Колишні місця зайнятості включають Vejle Amts Folkeblad 1990–1991 та 1993–1994, Fyns Amts Avis 1994–1995 та Датську асоціацію теплопостачання (Danske Fjernvarmværkers Forening) з 1995 року.
Розпочав свою політичну кар'єру як член Національного комітету молодіжного крила партії «Венстре» (1983–1988), з 1985 по 1988 рік — заступник Голови. Він був членом ради Венстре у 1985–1989 роках.
Ліллехольт став кандидатом у депутати від «Венстре» в парламент Оденсе у 1993 року, а також для Оденсе та Південних виборчих округів у 1995 році.
28 червня 2015 року став міністром енергетики, обладнання та клімату та зберіг свою посаду у наступному уряді Ларса Люкке Расмуссена.